# Ong Teng Cheong
Ong Teng Cheong (chinois : 王鼎昌, pinyin : Wáng Dǐngchāng; Pe̍h-ōe-jī: Ông Tíng-chhiong), né le 22 janvier 1936 à Singapour et mort le 8 février 2002 dans la même ville, est un homme politique singapourien. Il est président de la république de Singapour de 1993 à 1999.

## Biographie
Architecte formé à l'université d'Adélaïde, en Australie, Ong Teng Cheong est vice-Premier ministre de Lee Kuan Yew, puis de Goh Chok Tong, entre 1985 et 1993. Il est le premier président de Singapour élu au suffrage universel direct le 28 août 1993 et entre en fonction le 1er septembre suivant. Son état de santé l'amène à ne pas solliciter un second mandat et il quitte ses fonctions le 31 août 1999. Sellapan Ramanathan lui succède.